# Hapoel

Stema Hapoel, o variație a simbolului comunist – secera și ciocanul și un boxer

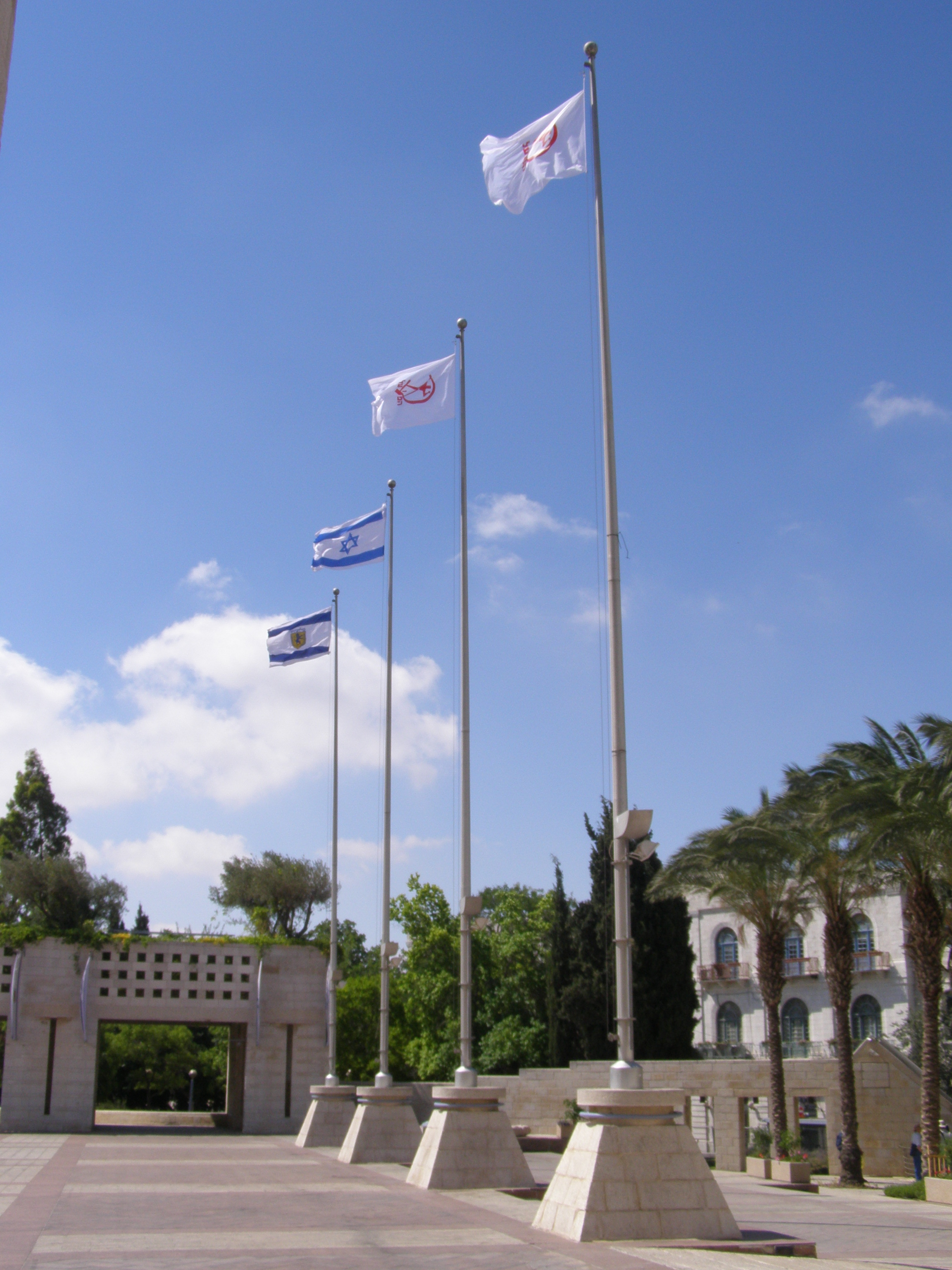
Steaguri Hapoel în scuarul Safra din Ierusalim

Hapoel (în ebraică: הפועל, literalmente: muncitorul) este o asociație sportivă din Israel. A fost înființată în 1926 și inițial a reprezentat clasa muncitoare. În perioada Mandatului britanic pentru Palestina a avut o rivalitate acerbă cu Maccabi.

## Cluburi sportive generale
- Hapoel Ierusalim
- Hapoel Tel Aviv
- Hapoel Haifa
- Hapoel Rishon LeZion: care include Hapoel Rishon LeZion (handbal), Hapoel Rishon LeZion FC și altele

## Baschet
- Hapoel Afula
- Hapoel Gilboa Galil
- Hapoel Holon
- Hapoel Ierusalim
- Hapoel Tel Aviv

## Fotbal
| - Hapoel Acre - Hapoel Afula - Hapoel Ashkelon - Hapoel Asi Gilboa - Hapoel Balfouria - Hapoel Be'er Sheva - Hapoel Beit She'an - Hapoel Bnei Jadeidi - Hapoel Bnei Lod - Hapoel Bnei Tamra - Hapoel Haifa - Hapoel Herzliya - Hapoel Ironi Kiryat Shmona - Hapoel Ierusalim | - Hapoel Katamon Ierusalim - Hapoel Kfar Saba - Hapoel Kiryat Shalom - Hapoel Mahane Yehuda - Hapoel Marmorek - Hapoel Petah Tikva - Hapoel Ra'anana - Hapoel Ramat Gan - Hapoel Tayibe - Hapoel Tel Aviv - Hapoel Tiberias - Hapoel Tzafririm Holon - Hapoel Umm al-Fahm - Hapoel Yehud | - F.C. Hapoel Kiryat Gat - Hapoel Mevaseret Zion-Abu Ghosh |